# Дібрівська сільська рада (Роменський район)
Дібрі́вська сільська́ ра́да — колишній орган місцевого самоврядування в Роменському районі Сумської області. Адміністративний центр — селище Діброва.

## Загальні відомості
- Населення ради: 1 271 особа (станом на 2001 рік)

## Населені пункти
Сільській раді були підпорядковані населені пункти:
- с-ще Діброва
- с. Володимирівка
- с. Дзеркалька
- с. Косарівщина
- с. Федотове
- с. Хрещатик

## Склад ради
Рада складалася з 16 депутатів та голови.
- Голова ради: Панченко Петро Мефодійович
- Секретар ради: Гордійко Любов Миколаївна

### Керівний склад попередніх скликань
| Прізвище, ім'я, по батькові | Основні відомості                                                             | Дата обрання | Дата звільнення |
| --------------------------- | ----------------------------------------------------------------------------- | ------------ | --------------- |
| Панченко Петро Мефодійович  | Сільський голова, 1959 року народження, освіта середня загальна               | 26.03.2006   | 31.10.2010      |
| Панченко Петро Мефодійович  | Сільський голова, 1959 року народження, освіта середня загальна, безпартійний | 31.10.2010   |                 |

Примітка: таблиця складена за даними сайту Верховної Ради України